# 只有神的角色CD
《只有神的角色CD》（神のみキャラCD）是電視動畫《只有神知道的世界》的角色歌曲單曲系列，由日本Geneon環球娛樂發售。第一季歌曲由2010年11月10日至12月22日共發行6片。第二季歌曲由2011年6月1日至2012年3月14日共發行5片。女神篇歌曲由2013年8月7日起發行。

## 概要
動畫第一季歌曲包括四位攻略對象，高原步美（竹達彩奈）、青山美生（悠木碧）、中川加儂（東山奈央）和汐宮栞（花澤香菜），再加入女主角艾魯西（伊藤加奈惠，「只有神的角色CD.0」），以及作品中的遊戲《彩色蠟筆 空之藝術》的女主角飛鳥空（櫻井智，外號的「只有神的角色CD.蠟筆」，2和3之間）共6人的角色單曲。
動畫第二季追加三位攻略對象，春日楠（小清水亞美）、小阪千尋（阿澄佳奈）和長瀬純（豐崎愛生），第二女主角哈克雅（早見沙織，「只有神的角色CD.00」），以及男主角桂木桂馬（下野紘，「只有神的角色CD.神」）共5人的角色單曲。
動畫女神篇追加第三女主角鮎川天理（名塚佳織），兩位攻略對象，九條月夜（井口裕香）和五位堂結（高垣彩陽），以及第一女主角艾魯西和第二女主角哈克雅（「只有神的角色CD.000」）共5人的角色單曲。

## 「只有神知道的世界」第一季角色歌曲

### 只有神的角色CD.0 艾魯西
1. Oh!まい☆GOD!! [4:33]
作詞：六ツ見純代／作曲：M.C.E.／編曲：前口涉
2. コイノシルシ from Elsie [4:17]
作詞：漆野淳哉／作曲：須田悦弘／編曲：前口涉
3. Oh!まい☆GOD!!（Instrumental）
4. コイノシルシ from Elsie（Instrumental）

#1「Oh!まい☆GOD!!」是第8話插入歌。#2「戀愛的印記 from Elsie」是第8話片尾曲。

### 只有神的角色CD.1 高原步美
1. Wonder Chance [3:27]
作詞：YUMIKO／作曲：藤末樹・YUMIKO／編曲：渡辺拓也
2. コイノシルシ from Ayumi [4:24]
作詞：漆野淳哉／作曲：須田悦弘／編曲：渡辺拓也
3. Wonder Chance（instrumental）
4. コイノシルシ from Ayumi（Instrumental）

### 只有神的角色CD.2 青山美生
1. ラスト・ダンス [4:14]
作詞：春和文／作曲：中谷あつこ／編曲：前口涉
2. コイノシルシ from Mio [4:19]
作詞：漆野淳哉／作曲：須田悦弘／編曲：佐々木裕
3. ラスト・ダンス（Instrumental）
4. コイノシルシ from Mio（Instrumental）

### 只有神的角色CD.蠟筆 飛鳥空
1. 初めての色 [3:34]
作詞：酒井伸和／作曲・編曲：天門
2. たった一度の奇跡 [3:30]
作詞：酒井伸和／作曲・編曲：天門
3. 初めての色（Instrumental）
4. たった一度の奇跡（Instrumental）

#1「初めての色」是第4話插入歌。#2「たった一度の奇跡」是第4話片尾曲。

### 只有神的角色CD.3 中川加儂
1. ハッピークレセント [3:38]
作詞：zopp／作曲：山口朗彦／編曲：前口涉
2. コイノシルシ from Kanon [4:26]
作詞：漆野淳哉／作曲：須田悦弘／編曲：大久保薫
3. ハッピークレセント（Instrumental）
4. コイノシルシ from Kanon（Instrumental）

#1「ハッピークレセント」是第5話・第6話的插入歌（劇中歌）・第7話的片尾曲。原作是第8話的歌曲（歌詞是動畫原作）。

### 只有神的角色CD.4 汐宮栞
1. 口笛ジェット [3:56]
作詞：六ツ見純代／作曲：渡邊翔／編曲：大久保薫
2. コイノシルシ from Shiori [4:27]
作詞：漆野淳哉／作曲：須田悦弘／編曲：前口涉
3. 口笛ジェット（Instrumental）
4. コイノシルシ from Shiori（Instrumental）

## 「只有神知道的世界」第二季角色歌曲

### 只有神的角色CD.5 春日楠
1. SAMURAIガールの憂鬱 [4:05] 
作詞：六ツ見純代／作曲：三浦誠司／編曲：渡辺拓也
2. アイノヨカン from Kusunoki [4:11] 
作詞：漆野淳哉／作曲：須田悦弘／編曲：増田武史
3. SAMURAIガールの憂鬱（Instrumental）
4. .アイノヨカン from Kusunoki（Instrumental）

### 只有神的角色CD.00 哈克雅
1. NAKED GENIUS [4:19] 
作詞：六ツ見純代／作曲：鈴木盛広／編曲：前口涉
2. アイノヨカン from Haqua [4:17] 
作詞：漆野淳哉／作曲：須田悦弘／編曲：大久保薫
3. NAKED GENIUS（Instrumental）
4. アイノヨカン from Haqua（Instrumental）

### 只有神的角色CD.6 小阪千尋
1. It's All Right [3:37] 
作詞：六ツ見純代／作曲：KOUTAPAI／編曲：増田武史
2. アイノヨカン from Chihiro [4:17] 
作詞：漆野淳哉／作曲：須田悦弘／編曲：渡辺拓也
3. It's All Right （Instrumental）
4. アイノヨカン from Chihiro（Instrumental）

### 只有神的角色CD.7 長瀨純
1. My Color [3:47] 
作詞：春和文／作曲：八木雄一／編曲：増田武史
2. アイノヨカン from Jun [4:10] 
作詞：漆野淳哉／作曲：須田悦弘／編曲：前嶋康明
3. My Color（Instrumental）
4. アイノヨカン from Jun（Instrumental）

### 只有神的角色CD.神 桂木桂馬
1. HAPPYEND
作詞：若木民喜／作曲：川崎里實／編曲：前口涉
歌：桂木桂馬 ＆ 杉本四葉 starring 下野 紘 ＆ 丹下 櫻
2. もっと！モット！ときめき
作詞：SANOPPI&2番をつくらなくちゃネ!實行委員會／作曲：メタルユーキ／編曲：前口涉
3. 集積回路の夢旅人 feat. 桂木桂馬（another vocal ver.）
作詞：若木民喜／作曲：木村香真良
4. HAPPYEND（Instrumental）
5. もっと！モット！ときめき（Instrumental）

## 「只有神知道的世界」女神篇角色歌曲

### 只有神的角色CD.8 鮎川天理
1. MAGIC of HAPPINESS
作詞：春和文／作曲：中野慎也／編曲：前嶋康明
2. キズナノユクエ from Tenri
作詞：漆野淳哉／作曲：mixakissa／編曲：前口涉
3. MAGIC of HAPPINESS（Instrumental）
4. キズナノユクエ from Tenri（Instrumental）

### 只有神的角色CD.9 九條月夜
1. 月の夜に逢いましょう
作詞：六ツ見純代／作曲：渡辺翔／編曲：佐々木裕
2. キズナノユクエ from Tsukiyo
作詞：漆野淳哉／作曲：mixakissa／編曲：佐々木裕
3. 月の夜に逢いましょう（Instrumental）
4. キズナノユクエ from Tsukiyo（Instrumental）

### 只有神的角色CD.10 五位堂結
1. Heart Beatにご用心！
作詞：六ツ見純代／作曲：no_my／編曲：渡辺拓也
2. キズナノユクエ from Yui
作詞：漆野淳哉／作曲：mixakissa／編曲：渡辺拓也
3. Heart Beatにご用心！（Instrumental）
4. キズナノユクエ from Yui（Instrumental）

### 只有神的角色CD.000 艾魯西＆哈克雅
1. ろまんちっく☆２Night
歌：艾魯西 starring 伊藤加奈惠
作詞：六ツ見純代、作曲：大塚孝平、編曲：前口涉
2. With…you…
歌：哈克雅 starring 早見沙織
作詞：六ツ見純代、作曲：川崎里實、編曲：增田武史
3. ろまんちっく☆２Night（Instrumental）
4. With…you…（Instrumental）

## 外部連結
- 神のみぞ知るセカイ リリース情報